# ちびっこ機関車パーシー
『ちびっこ機関車パーシー（汽車のえほん11）』（ちびっこきかんしゃパーシー きしゃのえほん11）（原題 Percy the Small Engine）は、低学年の児童向け絵本シリーズ「汽車のえほん」の第11巻である。

## 概要
1956年にイギリスで発行されたウィルバート・オードリー牧師執筆による汽車のえほんシリーズの第11巻。4話の短編作品を収録。挿絵はレジナルド・ダルビーが担当。ポプラ社から1974年7月に日本語訳が出版されていたが、2004年頃一旦絶版。2005年に新装改訂版が出版された。2010年12月にミニ新装版が発売された。なお、日本語訳版でのタイトルは初期の版では「ちびっこ機関車パーシィ」であった。

## 成立の過程
1945年から、ほぼ毎年に1巻ずつ続巻してきた本シリーズの第11巻。「みどりの機関車ヘンリー」から続いた1巻1主役シリーズの最終巻であり、ダルビーが挿絵を担当した最後の巻でもある。パーシーの機関車として正しく無い描き方（楕円形のサドルタンクがボイラーの下まで回りこむ）に不満を持っていたオードリー牧師が、ダルビーに向かって「これじゃ赤線の入った芋虫だ」と発言し、ダルビーが激怒して挿絵を降板した事が理由である。

## 収録作品
- パーシーと信号 (Percy and the Signal)
- パーシーとダック (Duck Takes Charge)
- パーシーとハロルド (Percy and Harold)
- パーシーとこうずい (Percy's Promise)

## 登場キャラクター
テレビシリーズの機関車紹介と重複する解説は省略、本巻の内容で特筆すべきものを紹介。
メインキャラクター
- パーシー
- トーマス
- ジェームス
- ゴードン
- ヘンリー - P7の挿絵では、車輪が黒くなっている。
- トビー - P40に登場するのみ。
- ダック - 初登場。モデルはグレート・ウェスタン鉄道5700型蒸気機関車。運転室の窓が円形をしていない、水タンクが厚すぎるなど、ダルビーは実車の特徴をかなり捉え損なっている(むしろグレート・ウェスタン鉄道6400型に近い姿である)。この巻のみダックの本名「モンタギュー」が登場する。またダルビーによるダックの絵もこの巻だけ。

サブキャラクター
- ハロルド - 「汽車のえほん」シリーズで初めて登場した航空機。この巻のみに登場。モデルは「シコルスキー・S-55」だが、イギリスではウェストランド社が「ホワールウィンド」としてライセンス生産した。パーシーがハロルドに付けたあだ名「ぐるぐるとんぼ（Whirlybird）」は、この「ホワールウィンド（Whirlwind）」をもじった物である。
- アニーとクララベル - 第4話で洪水地帯を突破する燃料が不足したため、クララベルは車掌室の床板が薪として剥がされる惨事に見舞われる。

## その他
- 第3話「パーシーとハロルド」ではパーシーがハロルドと競争して勝ったことを機関士たちも喜んでいるが、実はハロルドを見かけたパーシーたちが勝手に頑張って走っただけで、ハロルド側がこの競争に気が付く描写がなく、第4巻のトーマスとバーティのようにレースが成立していない。
- P23の挿絵の船具店の看板には、編集者のエリック・マリオット（E.T.L.Marriott）の名が書かれている。
- 1965年にメカノ社から、Oゲージの「Percy the Small Engine, brought to life by Meccano」が発売された。売れ行きが悪かったのか、短期間しか製造されず、余った在庫は顔を取り、赤い部品で置き換えて販売された。因みにこの製品は「The Avengers（傍題：スパイ丸秘作戦）」の第5シーズン13話『A Funny Thing Happened on the Way to the Station』で登場している。